# Джим Маршалл: Рок-н-ролл в объективе
«Джим Маршалл: Рок-н-ролл в объективе» (англ. Show Me The Picture: The Story of Jim Marshall) — документальный фильм от режиссера Альфреда Джорджа Бэйли об американском фотографе Джиме Маршалле, известном своими работами с мировыми рок-звёздами: The Beatles, Бобом Диланом, Дженис Джоплин, Джимми Хендриксом и др. 
Фильм – обладатель награды Международного кинофестиваля в Сан-Франциско.
Мировая премьера состоялась 15 марта 2019 года на фестивале SXSW в США. В Великобритании картина вышла в прокат 31 января 2020 года. В России с 1 апреля фильм доступен к просмотру на официальных цифровых платформах.

## Сюжет
Легендарный фотограф Джим Маршалл в одиночку запечатлел шестидесятые, какими мы их знаем. Последний живой концерт The Beatles, Джимми Хендрикс с пылающей гитарой и не стесняющийся жестов Джонни Кэш. В объективе Маршалла отразилась целая эпоха рок-н-ролла…

## В фильме снимались
- Джим Маршалл
- Антон Корбейн
- Майкл Дуглас
- Галадриэль Оллман
- Адам Блок
- Амелия Дэвис
- Питер Фрэмптон
- Эйлин Хирст
- Йорма Кауконен

## Маркетинг
Локализованный трейлер фильма был опубликован в интернете 24 марта 2020 года.